# Горбатенко Єгор Володимирович
Єгор Володимирович Горбатенко (1993—2023) — головний сержант бригади НГУ «Азов», оборонець Маріуполя, лицар ордену Богдана Хмельницького ІІІ ступеня.

## Життєпис
Народився 11 жовтня 1993 в Луганську.
Воював в Азові з 2014-го року. Брав участь у Широкинській наступальній операції, боях на Світлодарській дузі.
З перших днів повномасштабного вторгнення бився за Маріуполь. Отримав кілька поранень в боях за місто. Служив майстром-номером обслуги 1-го вогневого розрахунку 1-го мінометного взводу мінометної батареї артилерійського дивізіону окремого загону спеціального призначення «Азов». Вийшов з Азовсталі в полон.
Володимир був одним із 215 українських і турецьких бійців, яких Україні вдалося повернути додому 21 вересня 2022 року. Після того, як він пройшов реабілітацію, знову вирішив повернутися на фронт.
Загинув разом із турецьким військовослужбовцем під Кремінною

## Нагороди
- орден «За мужність» III ступеня (2022) [4]
- орден Богдана Хмельницького ІІІ ступеня (2024, посмертно)[1]